# Grzegorz Drukarczyk
Grzegorz Drukarczyk (ur. 8 maja 1959 w Słupsku) – polski autor fantastyki.

## Życiorys
Debiutował w 1985 opowiadaniem Reguła przetrwania ("Fantastyka" 9/1985). Rok później ukazał się jego zbiór opowiadań Reguła baśniowego mroku. W roku 1992 wydał powieść Zabijcie odkupiciela, nominowaną do nagrody im. Janusza A. Zajdla.
Obecnie zamieszkały w Koszalinie.

## Publikacje

### Książki
- 1986 - Reguła baśniowego mroku - zbiór opowiadań[3]: w serii Fantom wydawnictwa Alma-Press
- 1992 – Zabijcie odkupiciela
- 2012 – Bogowie są śmiertelni[4][5]

### Niektóre opowiadania
- Bajka o dzielnym Gregu i pięknej Kari - Feniks - 1 - (1/1984) oraz w Reguła baśniowego mroku (1986)
- Raj utracony - w Czarna msza. Antologia opowiadań science fiction, Red. Wojtek Sedeńko (1992)
- Ciemność rozjaśni twą duszę w Reguła baśniowego mroku (1986)
- Reguła przetrwania - w Reguła baśniowego mroku (1986) i w antologii Co większe muchy (1992)